# Bullshit!
Bullshit! var en amerikansk, Emmy-nominerad TV-serie i infotainmentgenren som visades i åtta säsonger mellan 2003 och 2010 i USA på TV-kanalen Showtime. I Sverige började den visas 2006 på TV6. Serien presenteras av magiker-/komikerduon Penn & Teller. Serien sändes i USA på kabelkanalen Showtime och kunde därför sändas utan censur, det vill säga att svärord kunde yttras och nakna personer kunde visas, vilket ofta sker i serien. I serien ger Penn och Teller sin ateistiska, skeptiska och nyliberala/liberterianska synpunkt på olika ämnen som dieter, People for the Ethical Treatment of Animals, återvinning och kriget mot droger.